# Bibliothèque centrale de Zurich
 (avril 2022).

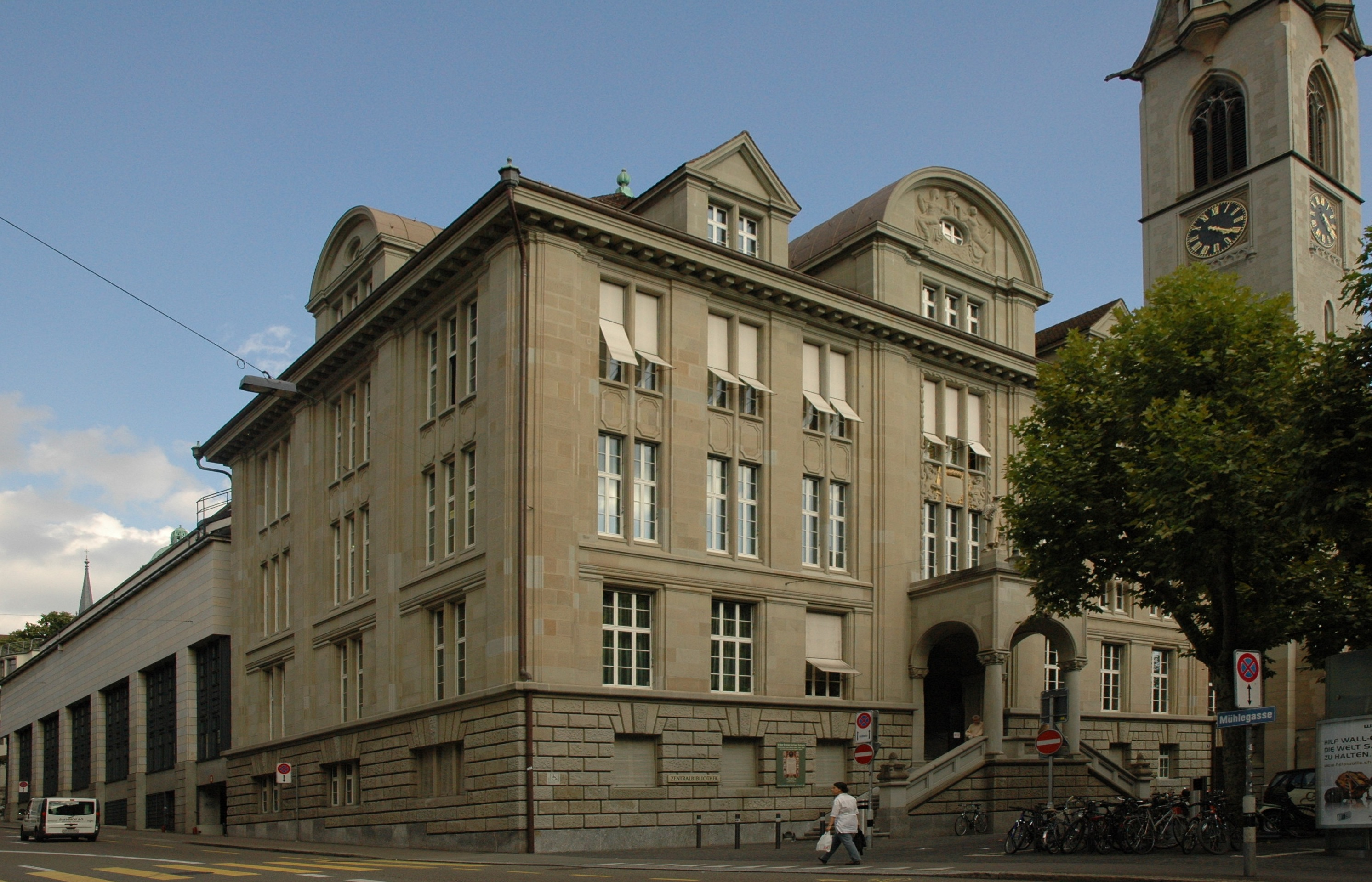
La bibliothèque en 2008.

La Bibliothèque centrale de Zurich est une bibliothèque générale, publique et scientifique. Elle est à la fois la bibliothèque municipale, cantonale et universitaire et sert à la diffusion d’informations à la population et répond aux besoins de l’enseignement et de la recherche. En plus, elle s’occupe de la documentation la plus complète possible et de l’archivage des supports d’information zurichois (Turicensia) publiés ou inédits. Les Turicensia se définissent comme les documents qui ont été publiés dans le canton de Zurich, qui ont été rédigés par des Zurichois(es) ou dont le sujet concerne Zurich ou ses habitants.

## Histoire
La Bibliothèque centrale de Zurich a été fondée en 1914. Le nom Bibliothèque centrale montre bien son programme, car elle est in corpore le résultat de la fusion, envisagée depuis 1890, de la bibliothèque municipale et cantonale.

### Bibliothèque monastique et Bibliothèque cantonale
L’histoire de la bibliothéconomie zurichoise – et donc aussi de la Bibliothèque centrale – remonte jusqu’en 1259 : Les Zurichois Felix et Regula, deux patrons municipaux, possédaient une bibliothèque dont la plupart du fonds a été perdue pendant la tempête des livres le 14 septembre 1525. La bibliothèque restait en tant que telle, mais le nombre d’ouvrages a diminué à 470 tomes. L’humaniste Konrad Pellikan (1478–1556) s’engageait depuis 1532 pour la bibliothèque et la développait et agrandissait avec des ouvrages venant des églises et de la bibliothèque privée d'Ulrich Zwingli (1484–1531). Son catalogue, continué jusqu’en 1551, comptait 770 volumes (manuscrits et imprimés) avec environ 1 100 titres. Des achats et dons nombreux ont élargi le fonds considérablement pendant les trois siècles suivants.
En 1831, la bibliothèque a été cédée et ses 3 500 volumes avec 14 000 titres servait comme base pour la nouvelle bibliothèque cantonale fondée en 1835. S’y ajoutaient les fonds de l’université, fondée en 1833 (env. 340 volumes), de la bibliothèque gymnasiale, fondée en 1827 et contenant surtout des écrits théologiques et philosophiques (env. 1 700 vol.), de l’école industrielle et de l’école vétérinaire (env. 110 vol.). En 1836, la BC recevait également la bibliothèque volumineuse du couvent bénédictin de Rheinau, existant depuis 778 et ayant été cédée une année auparavant : ce fonds consistait en 12 000 volumes (dont 200 parchemins et 230 manuscrits en papier moderne ainsi que des imprimés des domaines de la théologie, de la philosophie et de l’histoire). 
La raison pour la fondation de la bibliothèque cantonale, se trouvant depuis 1873 au Predigerchor où elle est encore aujourd’hui, était les dissensions longues et finalement insolubles entre la jeune université et la bibliothèque municipale, fondée en 1634.

### Bibliothèque centrale
Vers la fin du XIXe siècle, l’appel à avoir une bibliothèque centrale devenait de plus en plus sincère. Le moment semblait idéal car et la bibliothèque municipale et la bibliothèque cantonale n’avaient plus assez de place. Finalement, Hermann Escher (1857–1938), directeur de la BM depuis 1887 et, depuis 1896, lié aussi à la Bibliothèque cantonale avec son siège au conseil de surveillance, avançait le projet d’une bibliothèque centrale. Le premier résultat important a été le catalogue sur fiches alphabétique, mis à disposition du public depuis 1901 et répertoriant toutes les bibliothèques zurichoises. En 1914, les votants de la Ville et du canton de Zurich étaient largement en faveur d’une fusion de la bibliothèque municipale et cantonale. En 1917, la bibliothèque centrale a été ouverte en tant qu’établissement public sous la responsabilité de Hermann Escher.

## Fonds
Le fonds de la BC consiste en environ 4,9 millions documents (fin 2005) dont
- 3,7 millions de monographies et périodiques
- 220 000 papiers graphiques
- 120 000 manuscrits
- 217 000 cartes géographiques
- 550 000 microformes (1,32 million de titres)
- 36 000 cassettes
- 100 000 partitions
- 9 000 titres de périodiques vivants
- 24 500 titres de périodiques électroniques
- 190 journaux

### Fonds spéciaux
La bibliothèque centrale conserve cinq fonds spéciaux : la collection graphique, la section des manuscrits, la collection de cartes, la section musicale et la collection d’imprimés anciens. Beaucoup de fonds de ces collections remontent aux bibliothèques précédentes et se trouvent dans le catalogue électronique, dans les catalogues spéciaux ainsi que dans des répertoires de legs ou divers autres catalogues imprimés.

## Catalogues
La BC est membre du Réseau d’information de la Suisse alémanique IDS (Informationsverbund Deutschschweiz). Les fonds de la bibliothèque centrale dès 1990 ainsi que ceux de la bibliothèque de l’EPF Zurich et de plus de 80 autres bibliothèques suisses sont accessibles depuis le catalogue commun NEBIS, contenant actuellement environ 3 millions titres. Les fonds des années 1465 à 1989 peuvent être recherchés depuis le catalogue sur fiches alphabétique numérisé.